# لیگ فوتبال ایران
لیگ فوتبال ایران در سال ۱۳۴۹ با نام جام منطقه‌ای آغاز شد. از آن زمان تاکنون نیز با وجود تغییرات در نحوهٔ برگزاری و نام مسابقات، این مسابقات تا به امروز برگزار شده است. طی ۴۲ دوره برگزاری لیگ، تیم‌های پرسپولیس (۱۶ بار)، استقلال تهران (۹ بار)*، پاس تهران (۵ بار)*، سپاهان اصفهان (۵ بار)* و سایپا تهران (۳ بار)، فولاد خوزستان (۲ بار) ، استقلال خوزستان (۱ بار) و تراکتور (۱ بار) به قهرمانی رسیدند.
همچنین در مسابقات جام قهرمانی فوتبال ایران که از سال ۱۳۳۶ شروع شد (و اختلاف وجود دارد که لیگ‌های سراسری ایران باید از سال ۱۳۳۶ حساب شود یا از سال ۱۳۴۹) تیم‌های تیم‌های پاس تهران (۳ بار)، استقلال تهران (۱ بار)، پیکان تهران (۱ بار)، کلنی مموریال تبریز (۱ بار)، جم آبادان (۱ بار)، آریا مشهد (۱ بار)، دارایی تهران (۱ بار)، کیان تهران (۱ بار)، سپاهان (۱ بار) موفق به قهرمانی شده‌اند.
*با احتساب ۳ قهرمانی تیم پاس تهران، ۱ قهرمانی تیم استقلال تهران و ۱ قهرمانی سپاهان در مسابقات جام قهرمانی فوتبال ایران، در مجموع استقلال تهران (۱۰ بار)،  پاس تهران (۸ بار) و سپاهان اصفهان (۶ بار) موفق به قهرمانی در لیگ‌های سراسری فوتبال ایران شدند.

## تلاش‌های نخستین و پیشینه لیگ ایران
در میانه‌های دهه سی فدراسیون فوتبال تصمیم گرفت مسابقات فوتبال را که فقط در استانها برگزار می‌شد به صورت سراسری برگزار کند، به همین منظور از ۱۲ استان صاحب فوتبال در ایران درخواست کرد برای این مسابقات نماینده ای معرفی کنند. به دلیل کمبود امکانات، مشکلات سخت‌افزاری، عدم امکانات مالی امکان برگزاری مسابقات به صورت رفت و برگشت ممکن نبود به همین دلیل تصمیم بر آن شد رقابتها به صورت متمرکز برگزار شود. با معرفی تیمها، سر انجام در سال ۱۳۳۶ اولین دوره مسابقات با نام جام قهرمانی فوتبال ایران برگزار شد

### جام قهرمانی فوتبال کشور ۴۸ – ۱۳۳۶
سرانجام با نظر فدراسیون فوتبال ایران در شهریور ۱۳۳۶ اولین دوره مسابقات جام قهرمانی ایران برگزار شد که تیم تاج تهران فاتح این مسابقات شد تا اولین قهرمان در فوتبال ایران لقب بگیرد. در مجموع ۸ تیم موفق شدند قهرمان این رقابتها بشوند. تیم منحل شدهٔ پاس تهران با سه قهرمانی پرافتخارترین تیم در تمام ادوار این لیگ است. همچنین تیم منحل شده دیگر یعنی کلنی ممورویال تبریز هم با پنج بار حضور در فینال این رقابتها که شامل «یک قهرمانی و چهار نایب قهرمانی» می‌باشد از تیم‌های پر افتخار محسوب می‌شود. آخرین قهرمان جام هم در سال ۱۳۴۸ تیم پیکان ناسیونال بود. این رقابت‌ها بعد از ۱۰ دوره برگزاری از سال ۱۳۴۹ و با تغییراتی جزئی در ساختار بازی‌ها و تغییر نام از جام قهرمانی ایران به جام منطقه‌ای فوتبال ایران به سرآغازی برای شروع لیگ سراسری فوتبال باشگاهی در ایران تبدیل شد.
جدول کلی ۱۱ دورهٔ جام قهرمانی ایران
| دوره | تعداد تیمها | قهرمان         | نایب قهرمان     | میزبان     |
| ---- | ----------- | -------------- | --------------- | ---------- |
| ۱۳۳۶ | ۱۲          | تاج تهران      | کلنی تبریز      | اصفهان     |
| ۱۳۳۷ |             | برگزار نشد     |                 | _          |
| ۱۳۳۸ | ۱۲          | کلنی تبریز     | شاهین اصفهان    | تبریز      |
| ۱۳۳۹ | ۶           | جم آبادان      | سپه ّتهران       | ساری       |
| ۱۳۴۰ | ۶           | آریا مشهد      | کیان تهران      | مشهد       |
| ۱۳۴۱ | ۶           | دارایی تهران   | کلنی تبریز      | اصفهان     |
| ۱۳۴۲ |             | شاهین اصفهان   | تیم منتخب تهران | تهران      |
| ۱۳۴۳ | ۶           | کیان تهران     | کلنی تبریز      | مشهد       |
| ۱۳۴۴ | ۸           | پاس تهران      | آریا مشهد       | ساری       |
| ۱۳۴۵ |             | برگزار نشد     |                 | _          |
| ۱۳۴۶ | ۸           | پاس تهران      | کلنی تبریز      | کرمان      |
| ۱۳۴۷ | ۸           | پاس تهران      | گیو بندر انزلی  | بندر انزلی |
| ۱۳۴۸ | ۸           | پیکان ناسیونال | تاج شیراز       | تهران      |

### جام منطقه‌ای: ۵۰ – ۱۳۴۹
سال ۱۳۴۹ را می‌توان آغاز رقابت‌های سراسری باشگاهی در ایران نامید. مسابقاتی که برای اولین بار جنبه رقابت‌های باشگاهی به خود گرفت زیرا تمام تیم‌های حاضر در آن باشگاهی بودند. این لیگ معتبرترین جامی بود که تا آن زمان برگزار شده بود، در اولین دوره این رقابت‌ها که با نام جام منطقه‌ای ایران برگزار شد همانند اولین دوره جام قهرمانی ایران تیم تاج تهران به قهرمانی دست یافت و در دومین دوره این جام تیم پرسپولیس قهرمان شد.

### جام تخت جمشید: ۵۷ – ۱۳۵۲
با برگزاری ۱۰ دوره از جام قهرمانی فوتبال ایران، ۲ دوره از جام منطقه‌ای و کسب تجربه از آزمون خطا، با اعلام فدراسیون فوتبال ایران در سال ۱۳۵۲ لیگ سراسری با نام جام تخت جمشید آغاز شد، اولین دوره مسابقات جام تخت جمشید با حضور دوازده تیم آغاز شد، در نهایت و بعد از انجام بازی‌های رفت و برگشت بین تیم‌های حاضر در این مسابقات، پرسپولیس که برخلاف اکثر تیم‌های حاضر در آن جام از طریق بخش خصوصی اداره می‌شد، عنوان قهرمانی را در اولین دوره این رقابت‌ها از آن خود کرد. تاج تهران تهران نایب قهرمان شد و پاس تهران به مقام سوم دست یافت. در سال ۱۳۵۳ تاج تهران توانست عنوان قهرمانی را به دست آورد در سال ۱۳۵۴ بار دیگر پرسپولیس فاتح این رقابت‌ها نام گرفت.
تیم پاس تهران که ۳ بار فاتح جام قهرمانی فوتبال ایران شده بود در سالهای ۱۳۵۶ و ۱۳۵۵ دو بار پیاپی جام تخت جمشید را از آن خود ساخت تا با کسب ۵ قهرمانی در لیگ ایران به موفق‌ترین تیم باشگاهی تا آن زمان تبدیل شود. . اما ششمین دوره این مسابقات به دلیل انقلاب ایران ناتمام ماند و برای همیشه لیگ تخت جمشید به تاریخ پیوست. بعد از انقلاب شرایطی مثل جنگ باعث شد لیگ باشگاهی فوتبال ایران تا سال ۱۳۶۸ تعطیل شود و تیم‌های باشگاهی در لیگ‌های استانی شرکت کنند. ّ
| رتبه | تیم            | دوره | بازی | برد | تساوی | باخت | زده | خورده | تفاضل | امتیاز | بهترین عنوان | بدترین عنوان | تعداد قهرمانی |
| ---- | -------------- | ---- | ---- | --- | ----- | ---- | --- | ----- | ----- | ------ | ------------ | ------------ | ------------- |
| ۱    | پرسپولیس       | ۵    | ۱۳۴  | ۶۷  | ۵۳    | ۱۴   | ۱۸۴ | ۷۶    | ۱۰۸+  | ۱۸۷    | قهرمان       | دوم          | دو بار        |
| ۲    | پاس            | ۵    | ۱۳۴  | ۶۶  | ۴۸    | ۲۰   | ۱۴۸ | ۶۹    | ۷۹+   | ۱۸۰    | قهرمان       | چهارم        | دو بار        |
| ۳    | تاج            | ۵    | ۱۳۴  | ۶۶  | ۴۲    | ۲۶   | ۱۶۷ | ۹۱    | ۷۶+   | ۱۷۴    | قهرمان       | چهارم        | یک بار        |
| ۴    | ملوان          | ۵    | ۱۳۴  | ۵۲  | ۴۳    | ۳۹   | ۱۵۷ | ۱۲۲   | ۳۵+   | ۱۴۷    | سوم          | هفتم         |               |
| ۵    | هما            | ۴    | ۱۱۲  | ۴۵  | ۳۹    | ۲۸   | ۱۱۷ | ۹۰    | ۲۷+   | ۱۲۹    | دوم          | دوازدهم      |               |
| ۶    | صنعت نفت       | ۵    | ۱۳۴  | ۴۱  | ۴۷    | ۴۶   | ۱۲۴ | ۱۴۰   | ۱۶-   | ۱۲۹    | پنجم         | دوازدهم      |               |
| ۷    | بانک ملی       | ۵    | ۱۳۴  | ۳۱  | ۵۲    | ۵۱   | ۸۸  | ۱۳۰   | ۴۲-   | ۱۱۴    | هفتم         | چهاردهم      |               |
| ۸    | ذوب آهن        | ۵    | ۱۳۴  | ۲۹  | ۵۲    | ۵۳   | ۱۰۵ | ۱۵۸   | ۵۳-   | ۱۱۰    | هشتم         | پانزدهم      |               |
| ۹    | دارایی         | ۳    | ۹۰   | ۲۲  | ۴۶    | ۲۲   | ۷۰  | ۶۹    | ۱+    | ۹۰     | پنجم         | پانزدهم      |               |
| ۱۰   | دارایی         | ۳    | ۹۰   | ۲۸  | ۳۴    | ۲۸   | ۷۰  | ۷۸    | ۸-    | ۹۰     | پنجم         | سیزدهم       |               |
| ۱۱   | سپاهان         | ۴    | ۱۱۲  | ۲۴  | ۴۲    | ۴۶   | ۷۵  | ۱۱۵   | ۴۰-   | ۹۰     | دهم          | سیزدهم       |               |
| ۱۲   | برق شیراز      | ۳    | ۹۰   | ۱۹  | ۴۴    | ۲۷   | ۵۹  | ۶۸    | ۹-    | ۸۲     | هفتم         | چهاردهم      |               |
| ۱۳   | ماشین‌سازی      | ۳    | ۸۲   | ۱۸  | ۳۱    | ۳۳   | ۵۴  | ۹۴    | ۴۰-   | ۶۷     | نهم          | سقوط         |               |
| ۱۴   | راه‌آهن         | ۴    | ۱۰۴  | ۱۷  | ۳۲    | ۵۲   | ۶۷  | ۱۳۰   | ۶۴-   | ۶۶     | هفتم         | شانزدهم      |               |
| ۱۵   | شهباز          | ۲    | ۶۰   | ۲۰  | ۲۳    | ۱۷   | ۶۷  | ۵۳    | ۱۴+   | ۶۳     | سوم          | یازدهم       |               |
| ۱۶   | ابومسلم        | ۲    | ۶۰   | ۱۷  | ۲۱    | ۲۲   | ۳۷  | ۴۶    | ۷-    | ۵۵     | پنجم         | سقوط         |               |
| ۱۷   | تراکتورسازی    | ۲    | ۶۰   | ۱۶  | ۲۱    | ۲۳   | ۵۱  | ۶۳    | ۱۲-   | ۵۳     | پنجم         | سقوط         |               |
| ۱۸   | آرارات         | ۲    | ۶۰   | ۱۴  | ۲۳    | ۲۳   | ۴۶  | ۶۳    | ۱۷-   | ۵۱     | دوازدهم      | دوازدهم      |               |
| ۱۹   | عقاب           | ۲    | ۴۴   | ۱۵  | ۱۷    | ۱۲   | ۴۸  | ۳۸    | ۱۰+   | ۴۷     | چهارم        | هشتم         |               |
| ۲۰   | نورد اهواز     | ۱    | ۲۲   | ۵   | ۶     | ۱۱   | ۱۹  | ۴۰    | ۲۱-   | ۱۶     | نهم          | نهم          |               |
| ۲۱   | آب و برق اهواز | ۱    | ۲۲   | ۵   | ۲     | ۱۵   | ۱۷  | ۳۰    | ۱۲-   | ۱۲     | دوازدهم      | دوازدهم      |               |
| ۲۲   | برق تهران      | ۱    | ۲۲   | ۲   | ۸     | ۱۲   | ۱۶  | ۳۲    | ۱۶-   | ۱۲     | یازدهم       | یازدهم       |               |

توضیحات: جام تخت جمشید در ۶ دوره برگزار شد که دوره ششم آن به دلیل تقارن با انقلاب ۱۳۵۷ ناتمام ماند. سه تیم پرسپولیس، تاج تهران و پاس تهران موفق به کسب عنوان قهرمانی شدند.
این جدول تا پایان دور پنجم تنظیم شده است و دور ششم به دلیل ناتمام ماندن آن در این جدول محسوب نشده است.
در لیگ تخت جمشید برای هر برد ۲ امتیاز و برای هر مساوی ۱ امتیاز در نظر گرفته می‌شده است.

### ۱۳۵۷ تا ۱۳۶۷
وقوع انقلاب در ایران و همچنین جنگ با عراق باعث شد لیگ فوتبال ایران با یک دهه وقفه مواجه شود. در این سال‌ها مسابقات فوتبال در داخل کشور با حضور تیم‌هایی با نام استان‌ها یا مسابقات باشگاهی با تعداد محدود در داخل استان‌ها برگزار می‌شد.

### لیگ قدس: ۶۹ – ۱۳۶۸
با پایان جنگ ایران و عراق و ایجاد ثبات در کشور، سال ۱۳۶۸ فدراسیون فوتبال با انتخاب تیمهای برتر استانها این مسابقات را به صورت سراسری با عنوان جام قدس برگزار کرد. روش مسابقات باز به شیوهٔ اولین دوره جام قهرمانی فوتبال ایران در سال ۱۳۳۶ در دو گروه برگزار شد دیدار نهایی که مشخص کننده قهرمان بود بین استقلال و پرسپولیس برگزار شد و در پایان .استقلال تهران موفق شد با شکست پرسپولیس به مقام قهرمانی دست یابد.
استقلال اولین و آخرین قهرمان لیگ قدس است چرا که در پایان این رقابت‌ها و در دوره ریاست ناصر نوآموز بر فدراسیون فوتبال ایران، طرح برگزاری مسابقاتی با عنوان جام آزادگان با حضور تیم‌هایی از سراسر ایران تصویب شد تا لیگ قدس با عمر یکساله کوتاهترین لیگ ایران لقب بگیرد.

### جام آزادگان: ۸۰–۱۳۷۰
پاس فاتح اولین دوره جام آزادگان که در سال ۱۳۷۰ برگزار شد نام گرفت. این تیم در سال بعد هم موفق به کسب عنوان قهرمانی در این جام شد و در همین زمان نیز جام قهرمانی باشگاه‌های آسیا را با شکست نماینده عربستان در دیدار فینال به ایران آورد. پس از دو قهرمانی متوالی پاس تهران نوبت به سایپا تهران رسید تا در سال‌های ۱۳۷۲ و ۱۳۷۳ دو بار پیاپی فاتح این جام شوند. پرسپولیس در سال‌های ۱۳۷۴ و ۱۳۷۵جام قهرمانی را از آن خود کرد. در سال ۱۳۷۶ استقلال فاتح این رقابت‌ها نام گرفت. در سال‌های ۱۳۷۷–۷۸ و ۱۳۷۸–۷۹ مجدداً پرسپولیس و در آخرین دوره یعنی ۱۳۷۹–۸۰ استقلال قهرمان رقابتها شد.
| رتبه | تیم            | دوره | بازی | برد | تساوی | باخت | زده | خورده | تفاضل | امتیاز | بهترین عنوان | بدترین عنوان | تعداد قهرمانی |
| ---- | -------------- | ---- | ---- | --- | ----- | ---- | --- | ----- | ----- | ------ | ------------ | ------------ | ------------- |
| ۱    | پرسپولیس       | ۹    | ۲۲۷  | ۱۲۳ | ۷۳    | ۳۱   | ۳۷۱ | ۱۷۴   | ۱۹۷+  | ۳۹۸    | قهرمان       | سوم          | چهار بار      |
| ۲    | استقلال        | ۹    | ۲۲۷  | ۱۰۹ | ۷۸    | ۴۰   | ۳۳۰ | ۱۹۵   | ۱۳۵+  | ۳۷۸    | قهرمان       | ششم          | دو بار        |
| ۳    | پاس            | ۱۰   | ۲۵۰  | ۹۴  | ۱۰۶   | ۵۱   | ۳۰۴ | ۲۲۷   | ۷۷+   | ۳۵۴    | قهرمان       | هفتم         | دو بار        |
| ۴    | سپاهان         | ۹    | ۲۳۶  | ۸۷  | ۷۹    | ۷۰   | ۲۵۰ | ۲۳۰   | ۲۰+   | ۳۱۶    | سوم          | یازدهم       |               |
| ۵    | سایپا          | ۷    | ۱۸۴  | ۶۰  | ۸۰    | ۴۴   | ۲۲۴ | ۱۸۷   | ۳۷+   | ۲۳۹    | قهرمان       | سقوط         | دوبار         |
| ۶    | ذوب آهن        | ۷    | ۱۸۴  | ۶۰  | ۷۱    | ۵۳   | ۲۱۷ | ۲۰۴   | ۱۳+   | ۲۳۷    | سوم          | سقوط         |               |
| ۷    | تراکتورسازی    | ۸    | ۲۲۰  | ۶۵  | ۷۵    | ۸۰   | ۲۳۸ | ۲۶۶   | ۲۸-   | ۲۲۴    | سوم          | سقوط         |               |
| ۸    | صنعت نفت       | ۶    | ۱۷۶  | ۵۰  | ۶۳    | ۶۳   | ۱۸۱ | ۲۱۶   | ۳۵-   | ۱۹۶    | چهارم        | سقوط         |               |
| ۹    | ملوان          | ۷    | ۱۷۴  | ۵۰  | ۶۲    | ۶۲   | ۱۵۲ | ۱۶۰   | ۸-    | ۱۸۶    | چهارم        | سیزدهم       |               |
| ۱۰   | استقلال اهواز  | ۷    | ۱۷۲  | ۴۸  | ۶۴    | ۶۰   | ۲۰۵ | ۲۲۰   | ۱۵-   | ۱۸۶    | چهارم        | سقوط         |               |
| ۱۱   | برق شیراز      | ۷    | ۱۷۲  | ۴۶  | ۶۰    | ۶۶   | ۱۵۴ | ۱۸۳   | ۲۹-   | ۱۸۲    | سوم          | سقوط         |               |
| ۱۲   | بهمن           | ۴    | ۱۱۴  | ۴۳  | ۴۱    | ۳۰   | ۱۵۱ | ۱۱۶   | ۳۵+   | ۱۷۰    | دوم          | سقوط         |               |
| ۱۳   | پلی‌اکریل       | ۵    | ۱۳۲  | ۳۸  | ۴۴    | ۵۰   | ۱۲۹ | ۱۵۸   | ۲۹-   | ۱۵۲    | سوم          | سقوط         |               |
| ۱۴   | فجرسپاسی       | ۴    | ۱۰۶  | ۳۴  | ۴۰    | ۳۲   | ۱۲۱ | ۱۰۱   | ۲۰+   | ۱۴۲    | سوم          | یازدهم       |               |
| ۱۵   | کشاورز         | ۵    | ۱۲۲  | ۳۴  | ۴۸    | ۴۰   | ۱۲۴ | ۱۱۵   | ۹+    | ۱۲۸    | سوم          | سقوط         |               |
| ۱۶   | جنوب اهواز     | ۴    | ۱۱۴  | ۴۰  | ۳۷    | ۳۷   | ۱۲۰ | ۱۱۸   | ۲+    | ۱۲۸    | سوم          | سقوط         |               |
| ۱۷   | فولاد          | ۴    | ۱۰۶  | ۳۲  | ۳۱    | ۴۳   | ۱۱۳ | ۱۴۲   | ۲۹-   | ۱۲۷    | دهم          | هفتم         |               |
| ۱۸   | شهرداری تبریز  | ۴    | ۱۱۰  | ۲۸  | ۴۵    | ۳۷   | ۱۱۶ | ۱۱۸   | ۲-    | ۱۲۲    | پنجم         | سقوط         |               |
| ۱۹   | چوکا تالش      | ۴    | ۱۰۴  | ۲۷  | ۳۷    | ۴۰   | ۸۹  | ۱۳۵   | ۴۶-   | ۱۰۶    | ششم          | سقوط         |               |
| ۲۰   | ماشین‌سازی      | ۳    | ۸۲   | ۳۰  | ۲۰    | ۳۲   | ۹۲  | ۱۱۱   | ۱۹-   | ۱۰۱    | سوم          | سقوط         |               |
| ۲۱   | ابومسلم        | ۴    | ۹۲   | ۲۱  | ۲۵    | ۴۶   | ۹۴  | ۱۳۳   | ۳۹-   | ۸۲     | هشتم         | سقوط         |               |
| ۲۲   | نساجی مازندران | ۴    | ۸۴   | ۲۴  | ۳۰    | ۳۰   | ۷۷  | ۹۸    | ۲۱-   | ۷۵     | ششم          | سقوط         |               |
| ۲۳   | شموشک          | ۲    | ۶۰   | ۱۸  | ۱۶    | ۲۶   | ۶۲  | ۹۰    | ۲۸-   | ۷۰     | یازدهم       | سقوط         |               |
| ۲۴   | پیام مشهد      | ۲    | ۵۸   | ۱۴  | ۲۴    | ۲۰   | ۶۱  | ۷۲    | ۱۱-   | ۶۶     | هفتم         | سقوط         |               |
| ۲۵   | آرارات         | ۲    | ۵۲   | ۱۶  | ۱۶    | ۲۰   | ۵۸  | ۵۸    | ۰     | ۵۶     | پنجم         | سقوط         |               |
| ۲۶   | استقلال رشت    | ۲    | ۴۴   | ۱۱  | ۱۰    | ۲۳   | ۳۶  | ۶۴    | ۴۱-   | ۳۹     | دهم          | سقوط         |               |
| ۲۷   | پیکان          | ۱    | ۲۲   | ۷   | ۷     | ۸    | ۱۹  | ۲۹    | ۱۰-   | ۲۸     | پنجم         | پنجم         |               |
| ۲۸   | بهمن شیراز     | ۲    | ۳۶   | ۶   | ۱۵    | ۱۵   | ۲۳  | ۲۹    | ۶-    | ۲۷     | نهم          | سقوط         |               |
| ۲۹   | بانک ملی       | ۱    | ۳۰   | ۴   | ۱۵    | ۱۱   | ۲۷  | ۴۱    | ۱۴-   | ۲۷     | شانزدهم      | سقوط         |               |
| ۳۰   | نفت قائم شهر   | ۱    | ۲۲   | ۸   | ۶     | ۸    | ۲۰  | ۲۲    | ۲-    | ۲۲     | هفتم         | سقوط         |               |
| ۳۱   | بانک تجارت     | ۱    | ۲۲   | ۷   | ۷     | ۸    | ۲۷  | ۲۲    | ۵+    | ۲۱     | نهم          | سقوط         |               |
| ۳۲   | پیام گچ        | ۱    | ۲۲   | ۶   | ۶     | ۱۰   | ۲۱  | ۳۲    | ۱۱-   | ۱۸     | دهم          | سقوط         |               |
| ۳۳   | ایرسوتر        | ۱    | ۲۶   | ۳   | ۶     | ۱۷   | ۲۲  | ۶۴    | ۴۲-   | ۱۵     | چهاردهم      | سقوط         |               |
| ۳۴   | پارس خودرو     | ۱    | ۲۲   | ۲   | ۱۱    | ۹    | ۱۹  | ۲۹    | ۱۰-   | ۱۵     | یازدهم       | سقوط         |               |
| ۳۵   | خیبر خرم‌آباد   | ۱    | ۲۰   | ۵   | ۴     | ۱۱   | ۱۸  | ۳۰    | ۱۲-   | ۱۴     | نهم          | سقوط         |               |
| ۳۶   | قدس ساری       | ۱    | ۲۲   | ۵   | ۴     | ۱۳   | ۱۶  | ۳۳    | ۱۷-   | یازدهم | سقوط         |              |               |
| ۳۷   | وحدت ساری      | ۱    | ۱۴   | ۳   | ۲     | ۹    | ۱۶  | ۲۲    | ۶-    | ۹      | هفتم         | سقوط         |               |
| ۳۸   | سپیدرود رشت    | ۱    | ۱۴   | ۲   | ۳     | ۹    | ۹   | ۲۱    | ۱۲-   | ۷      | هشتم         | سقوط         |               |
| ۳۸   | شاهین بوشهر    | ۱    | ۲۲   | -   | ۵     | ۱۷   | ۷   | ۵۶    | ۴۹-   | ۵      | دوازدهم      | سقوط         |               |

توضیحات: لیگ آزادگان در ۱۰ دوره برگزار شد.
این جدول تا پایان دور دهم تنظیم شده است.
در چهار دوره اول لیگ آزادگان برای هر برد ۲ امتیاز و برای هر مساوی ۱ امتیاز در نظر گرفته می‌شده است.

### جام خلیج فارس: هم‌اکنون–۱۳۸۰
در چهارمین سال ریاست صفایی فراهانی بر فدراسیون فوتبال، هیئت رئیسه سازمان لیگ تصمیم به برگزاری لیگ حرفه‌ای در مسابقات باشگاهی ایران گرفت که در نهایت نام لیگ برتر روی آن نهاده شد. برنامه‌های این لیگ با هدف پیشرفت فوتبال باشگاهی در ایران تدوین و تصویب شد. در این مدت نحوه سقوط و صعود تیم‌ها به این مسابقات بارها تغییر کرده است. به گفته بهمن حسین پور سفیر ایران در ترکیه، وی قوانین لیگ حرفه‌ای فوتبال ترکیه را به ایران ارسال کرده و اساسنامه لیگ حرفه‌ای ایران بر اساس قوانین لیگ حرفه‌ای فوتبال ترکیه تدوین شده است. اولین دوره لیگ برتر با حضور ۱۴ تیم آغاز شد، ۱۲ تیم آخرین دوره جام آزادگان، به اضافه دو تیم ملوان و ابومسلم که از زیرگروه صعود کرده بودند، تیم‌های حاضر در این مسابقات را تشکیل می‌دادند. این رقابت‌ها از روز یازدهم آبان ماه سال ۱۳۸۰ آغاز شد و با قهرمانی پرسپولیس به پایان رسید.

## جدول کلی
| رتبه | تیم                 | دوره | بازی | برد | تساوی | شکست | زده  | خورده | تفاضل | امتیاز | میانگین | بهترین عنوان | بدترین عنوان        | تعداد قهرمانی |
| ---- | ------------------- | ---- | ---- | --- | ----- | ---- | ---- | ----- | ----- | ------ | ------- | ------------ | ------------------- | ------------- |
| ۱    | پرسپولیس تهران      | ۲۴   | ۷۳۲  | ۳۷۰ | ۲۲۲   | ۱۴۰  | ۱۰۴۶ | ۶۳۷   | ۴۰۹   | ۱۳۳۲   | ۱٫۸۱    | قهرمان       | سیزدهم              | نه بار        |
| ۲    | استقلال تهران       | ۲۴   | ۷۳۲  | ۳۶۴ | ۲۳۵   | ۱۳۳  | ۱۰۶۵ | ۶۳۵   | ۴۳۰   | ۱۳۲۷   | ۱,۸۱    | قهرمان       | سیزدهم              | چهار بار      |
| ۳    | سپاهان اصفهان       | ۲۴   | ۷۳۲  | ۳۴۴ | ۲۳۴   | ۱۵۴  | ۱۰۷۲ | ۶۶۲   | ۴۱۰   | ۱۲۶۶   | ۱٫۷۲    | قهرمان       | چهاردهم             | پنج بار       |
| ۴    | ذوب‌آهن اصفهان       | ۲۴   | ۷۳۲  | ۲۶۹ | ۲۵۱   | ۲۱۲  | ۸۴۹  | ۷۳۸   | ۱۱۱   | ۱۰۵۸   | ۱,۴۴    | دوم          | ۱۴م و حضور در پلی‌آف |               |
| ۵    | فولاد خوزستان       | ۲۳   | ۶۹۸  | ۲۶۳ | ۲۳۹   | ۱۹۶  | ۷۷۵  | ۶۹۶   | ۷۹    | ۱۰۲۸   | ۱,۴۷    | قهرمان       | سقوط به لیگ آزادگان | دو بار        |
| ۶    | تراکتور تبریز       | ۱۷   | ۵۲۲  | ۲۲۸ | ۱۶۳   | ۱۳۱  | ۶۹۰  | ۵۰۴   | ۱۸۶   | ۸۴۷    | ۱,۶۲    | قهرمان       | سقوط به لیگ آزادگان | یک بار        |
| ۷    | سایپا تهران         | ۲۰   | ۶۱۲  | ۱۸۶ | ۲۱۷   | ۲۰۹  | ۶۶۰  | ۷۰۱   | ۴۱-   | ۷۷۵    | ۱٫۲۷    | قهرمان       | سقوط به لیگ آزادگان | یک بار        |
| ۸    | پیکان تهران         | ۱۹   | ۵۷۸  | ۱۶۲ | ۱۸۸   | ۲۲۸  | ۵۷۲  | ۶۹۴   | ۱۲۲-  | ۶۷۴    | ۱٫۱۷    | پنجم         | سقوط به لیگ آزادگان |               |
| ۹    | ملوان انزلی         | ۱۷   | ۵۲۶  | ۱۴۶ | ۱۷۷   | ۲۰۳  | ۴۸۸  | ۶۰۱   | ۱۱۳-  | ۶۱۵    | ۱٫۱۶    | ششم          | سقوط به لیگ آزادگان |               |
| ۱۰   | صبای قم             | ۱۳   | ۴۱۴  | ۱۲۸ | ۱۵۹   | ۱۲۷  | ۴۶۸  | ۴۶۰   | ۸     | ۵۴۳    | ۱٫۳۱    | سوم          | سقوط به لیگ آزادگان |               |
| ۱۱   | راه‌آهن تهران        | ۱۱   | ۳۵۴  | ۱۱۹ | ۱۱۴   | ۱۲۱  | ۴۳۲  | ۴۲۲   | ۱۰    | ۴۷۱    | ۱٫۳۳    | هشتم         | سقوط به لیگ آزادگان |               |
| ۱۲   | فجرسپاسی            | ۱۳   | ۳۹۸  | ۱۰۳ | ۱۴۶   | ۱۴۹  | ۳۵۷  | ۴۳۴   | ۷۷-   | ۴۵۵    | ۱٫۱۴    | چهارم        | سقوط به لیگ آزادگان |               |
| ۱۳   | صنعت نفت آبادان     | ۱۳   | ۴۰۲  | ۱۰۶ | ۱۲۳   | ۱۷۳  | ۳۹۵  | ۵۲۷   | ۱۳۲-  | ۴۴۱    | ۱٫۱۰    | هفتم         | سقوط به لیگ آزادگان |               |
| ۱۴   | مس کرمان            | ۹    | ۲۹۴  | ۸۹  | ۱۰۹   | ۹۶   | ۳۳۳  | ۳۲۹   | ۴     | ۳۷۶    | ۱٫۲۷    | سوم          | سقوط به لیگ آزادگان |               |
| ۱۵   | نفت تهران           | ۸    | ۲۵۲  | ۹۱  | ۸۸    | ۷۳   | ۲۸۴  | ۲۵۸   | ۲۶    | ۳۶۱    | ۱٫۴۳    | سوم          | سقوط به لیگ آزادگان |               |
| ۱۶   | ابومسلم خراسان      | ۹    | ۲۷۰  | ۸۳  | ۹۰    | ۹۷   | ۲۹۶  | ۳۰۴   | ۸-    | ۳۳۹    | ۱٫۲۶    | چهارم        | سقوط به لیگ آزادگان |               |
| ۱۷   | استقلال اهواز       | ۹    | ۲۷۴  | ۸۰  | ۷۸    | ۱۱۶  | ۳۲۷  | ۴۰۲   | ۷۵-   | ۳۱۸    | ۱٫۱۶    | دوم          | سقوط به لیگ آزادگان |               |
| ۱۸   | پدیده خراسان        | ۸    | ۲۴۰  | ۷۴  | ۸۰    | ۸۶   | ۲۱۷  | ۲۴۴   | ۲۷-   | ۳۰۲    | ۱٫۲۶    | چهارم        | سقوط به لیگ آزادگان |               |
| ۱۹   | پاس تهران           | ۶    | ۱۶۸  | ۷۲  | ۵۹    | ۳۷   | ۲۶۲  | ۱۸۱   | ۱۱۱   | ۲۷۵    | ۱٫۶۳    | قهرمان       | دهم                 | یک بار        |
| ۲۰   | استقلال خوزستان     | ۸    | ۲۴۰  | ۵۷  | ۹۱    | ۹۲   | ۲۲۴  | ۲۹۲   | ۶۸-   | ۲۶۲    | ۱,۰۹    | قهرمان       | سقوط به لیگ آزادگان | یک‌ بار        |
| ۲۱   | برق شیراز           | ۸    | ۲۳۶  | ۶۰  | ۷۸    | ۹۸   | ۲۵۰  | ۳۳۵   | ۸۵-   | ۲۵۸    | ۱٫۰۹    | هفتم         | سقوط به لیگ آزادگان |               |
| ۲۲   | گل‌گهر سیرجان        | ۶    | ۱۸۰  | ۶۵  | ۶۲    | ۵۳   | ۱۹۰  | ۱۷۴   | ۱۶    | ۲۵۷    | ۱,۴۲    | چهارم        | دهم                 |               |
| ۲۳   | داماش گیلان         | ۸    | ۲۴۸  | ۵۶  | ۸۱    | ۱۱۱  | ۲۲۷  | ۳۴۴   | ۱۱۷-  | ۲۴۹    | ۱٫۰۰    | هفتم         | سقوط به لیگ آزادگان |               |
| ۲۴   | نساجی مازندران      | ۷    | ۲۱۰  | ۴۵  | ۸۳    | ۸۲   | ۱۷۷  | ۲۳۷   | ۶۰-   | ۲۱۸    | ۱,۰۳    | نهم          | سقوط به لیگ آزادگان |               |
| ۲۵   | مس رفسنجان          | ۵    | ۱۵۰  | ۴۷  | ۵۳    | ۵۰   | ۱۴۷  | ۱۴۷   | ۰     | ۱۹۴    | ۱,۲۹    | پنجم         | چهاردهم             |               |
| ۲۶   | آلومینیوم اراک      | ۵    | ۱۵۰  | ۴۰  | ۶۸    | ۴۲   | ۱۲۲  | ۱۳۵   | ۱۳-   | ۱۸۸    | ۱,۲۳    | هفتم         | یازدهم              |               |
| ۲۷   | گسترش فولاد تبریز   | ۵    | ۱۵۰  | ۳۹  | ۶۰    | ۵۱   | ۱۴۷  | ۱۶۱   | ۱۴-   | ۱۷۷    | ۱٫۱۸    | هشتم         | سقوط به لیگ آزادگان |               |
| ۲۸   | پاس همدان           | ۴    | ۱۳۶  | ۳۸  | ۴۸    | ۵۰   | ۱۴۳  | ۱۶۵   | ۲۲-   | ۱۶۲    | ۱٫۱۹    | پنجم         | سقوط به لیگ آزادگان |               |
| ۲۹   | نفت مسجدسلیمان      | ۶    | ۱۸۰  | ۲۷  | ۷۴    | ۷۹   | ۱۱۶  | ۲۱۸   | ۱۰۲-  | ۱۵۵    | ۰٫۸۶    | هشتم         | سقوط به لیگ آزادگان |               |
| ۳۰   | شاهین بوشهر         | ۴    | ۱۳۲  | ۲۷  | ۴۸    | ۵۷   | ۱۲۴  | ۱۷۴   | ۵۰-   | ۱۲۹    | ۰٫۹۸    | سیزدهم       | سقوط به لیگ آزادگان |               |
| ۳۱   | هوادار تهران        | ۴    | ۱۲۰  | ۲۵  | ۴۳    | ۵۲   | ۹۰   | ۱۵۵   | ۶۵-   | ۱۱۸    | ۰,۹۸    | دهم          | سقوط به لیگ آزادگان |               |
| ۳۲   | پارس جنوبی جم       | ۳    | ۹۰   | ۲۲  | ۳۸    | ۳۰   | ۸۲   | ۸۷    | ۵-    | ۱۰۴    | ۱٫۱۶    | پنجم         | سقوط به لیگ آزادگان |               |
| ۳۳   | ماشین‌سازی تبریز     | ۴    | ۱۲۰  | ۱۷  | ۳۹    | ۶۴   | ۸۴   | ۱۶۳   | ۷۹-   | ۹۰     | ۰٫۷۵    | یازدهم       | سقوط به لیگ آزادگان |               |
| ۳۴   | استیل آذین تهران    | ۲    | ۶۸   | ۱۹  | ۲۳    | ۲۶   | ۸۵   | ۱۱۲   | ۲۷-   | ۸۰     | ۱٫۱۸    | پنجم         | سقوط به لیگ آزادگان |               |
| ۳۵   | شموشک نوشهر         | ۳    | ۸۶   | ۱۶  | ۲۶    | ۴۴   | ۶۴   | ۱۱۸   | ۵۴-   | ۷۴     | ۰٫۸۶    | چهاردهم      | سقوط به لیگ آزادگان |               |
| ۳۶   | سیاه‌جامگان خراسان   | ۳    | ۹۰   | ۱۵  | ۲۷    | ۴۸   | ۶۴   | ۱۱۷   | ۵۳-   | ۷۲     | ۰٫۸۰    | سیزدهم       | سقوط به لیگ آزادگان |               |
| ۳۷   | شهرداری تبریز       | ۲    | ۶۸   | ۱۴  | ۲۹    | ۲۵   | ۷۹   | ۹۷    | ۱۸-   | ۷۱     | ۱٫۰۴    | دوازدهم      | سقوط به لیگ آزادگان |               |
| ۳۸   | شمس‌آذر قزوین        | ۲    | ۶۰   | ۱۸  | ۱۷    | ۲۵   | ۵۸   | ۷۶    | ۱۸-   | ۷۱     | ۱,۱۸    | هفتم         | سیزدهم              |               |
| ۳۹   | سپیدرود رشت         | ۲    | ۶۰   | ۱۱  | ۱۷    | ۳۲   | ۴۸   | ۹۲    | ۴۴-   | ۵۰     | ۰٫۸۳    | سیزدهم       | سقوط به لیگ آزادگان |               |
| ۴۰   | آلومینیوم هرمزگان   | ۱    | ۳۴   | ۷   | ۱۴    | ۱۳   | ۲۶   | ۴۰    | ۱۴-   | ۳۵     | ۱٫۰۳    | پانزدهم      | سقوط به لیگ آزادگان |               |
| ۴۱   | پیام مشهد           | ۱    | ۳۴   | ۹   | ۸     | ۱۷   | ۳۳   | ۵۲    | ۱۹-   | ۳۵     | ۱٫۰۳    | شانزدهم      | سقوط به لیگ آزادگان |               |
| ۴۲   | چادرملو             | ۱    | ۳۰   | ۸   | ۱۰    | ۱۲   | ۲۲   | ۲۸    | ۶-    | ۳۴     | ۱,۱۳    | دهم          |                     |               |
| ۴۳   | خیبر                | ۱    | ۳۰   | ۸   | ۹     | ۱۳   | ۲۴   | ۳۱    | ۷-    | ۳۳     | ۱,۱     | یازدهم       |                     |               |
| ۴۴   | مس سرچشمه           | ۱    | ۳۴   | ۵   | ۹     | ۲۰   | ۲۳   | ۵۴    | ۳۱-   | ۲۴     | ۰٫۷۱    | هجدهم        | سقوط به لیگ آزادگان |               |
| ۴۵   | شیرین فراز کرمانشاه | ۱    | ۳۴   | ۳   | ۱۲    | ۱۹   | ۲۵   | ۵۹    | ۳۴-   | ۲۱     | ۰٫۶۲    | هجدهم        | سقوط به لیگ آزادگان |               |
| ۴۶   | شهید قندی یزد       | ۱    | ۳۰   | ۴   | ۷     | ۱۹   | ۲۱   | ۴۳    | ۲۲-   | ۱۹     | ۰٫۶۳    | شانزدهم      | سقوط به لیگ آزادگان |               |
| ۴۷   | گهر دورود لرستان    | ۱    | ۳۴   | ۳   | ۱۰    | ۲۱   | ۲۴   | ۵۹    | ۳۵-   | ۱۹     | ۰٫۵۶    | هجدهم        | سقوط به لیگ آزادگان |               |

نکات:
۱- گل‌های بازی‌هایی که نتایجش با رای کمیته انضباطی تعیین شده‌است در جدول لحاظ نشده‌است. ۲- کسر امتیازهای انضباطی در مجموع امتیازها لحاظ نشده‌است.
۲- تیم‌های استقلال، پرسپولیس، سپاهان و ذوب‌آهن، چهار تیمی هستند که پیشینه حضور در همه ادوار لیگ برتر را دارند.
به روز رسانی: تا پایان بیست و چهارمین دوره لیگ برتر
| # | توضیحات |
| - | --- |
| ۱ | باشگاه ذوب‌آهن اصفهان در فصل ۸۵–۱۳۸۴ دارای ۴۶ امتیاز بود، اما یک امتیاز از آن‌ها کسر شد. |
| ۲ | پرسپولیس در فصل ۸۵–۱۳۸۴ دارای ۳۸ امتیاز بود اما به دلیل شکایت کریستو فرره لیبریایی با کسر شش امتیاز که بعد از پایان لیگ اعمال شد، رو به رو شد.                                                                        |
| ۲ | باشگاه پاس در فصل ۸۶–۱۳۸۵ دارای ۳۴ امتیاز بود، اما به خاطر یک بازی لیگ که در آن از چهار بازیکن خارجی بهره برد از طرف کمیته لیگ یک امتیاز کسر شد.                                                                      |
| ۳ | باشگاه پرسپولیس در فصل ۸۷–۱۳۸۶ دارای ۶۵ امتیاز بود، اما به خاطر شکایت برخی از طلبکاران به فیفا شش امتیاز این تیم از طرف فیفا کسر شد.                                                                                  |
| ۴ | باشگاه سپاهان اصفهان در فصل ۸۷–۱۳۸۶ دارای ۶۱ امتیاز بود، اما از طرف کمیته انضباطی ایران سه امتیاز از این تیم کسر شد.                                                                                                  |
| ۵ | از باشگاه‌های پرسپولیس، استقلال تهران، ملوان بندر انزلی، داماش گیلان و تراکتورسازی تبریز در فصل ۹۳–۱۳۹۲ هر کدام یک امتیاز از طرف کمیته انضباطی ایران به دلیل رفتار نامناسب هواداران این تیم‌ها در بازی‌های خانگی کسر شد. |

| # | تیم‌های دگرگشته                                                                 |
| - | ------------------------------------------------------------------------------ |
| ۱ | باشگاه پاس تهران - پاس همدان (فروش مجوز به تیم دیگر)                           |
| ۲ | باشگاه فجر سپاسی شیراز - مقاومت سپاسی شیراز - فجر سپاسی شیراز (تغییر نام)      |
| ۳ | باشگاه پیکان تهران - پیکان قزوین - پیکان تهران (تغییر نام و شهر)               |
| ۴ | باشگاه صباباتری تهران - صبای قم (تغییر نام و شهر)                              |
| ۵ | باشگاه استقلال رشت - پگاه گیلان - داماش گیلان (انحلال و فروش مجوز به تیم دیگر) |
| ۶ | باشگاه شهید قندی یزد - تربیت بدنی یزد (تغییر نام)                              |
| ۷ | باشگاه سیاه‌جامگان - مشکی‌پوشان (تغییر نام)                                      |
| ۸ | باشگاه نفت تهران - نفت طلاییه - نفت نوین تهران (تغییر مالکیت و نام)            |
| ۹ | باشگاه شیرین فراز - راهیان کرمانشاه (تغییر نام)                                |

## تعداد تیم‌ها
| تعداد تیم‌ها در ادوار لیگ ایران | تعداد تیم‌ها در ادوار لیگ ایران | تعداد تیم‌ها در ادوار لیگ ایران | تعداد تیم‌ها در ادوار لیگ ایران |
| از                             | تا                             | تعداد دوره                     | تعداد تیم‌ها                    |
| ۱۳۳۶                           | ۱۳۴۸                           | ۱۱                             | متغیر                          |
| ------------------------------ | ------------------------------ | ------------------------------ | ------------------------------ |
| ۱۳۴۹                           | ۱۳۵۰                           | ۲                              | ۸                              |
| ۱۳۵۲                           | ۱۳۵۳                           | ۲                              | ۱۲                             |
| ۱۳۵۴                           | ۱۳۵۶                           | ۳                              | ۱۶                             |
| ۱۳۶۸                           | ۱۳۶۹                           | ۱                              | ۲۲                             |
| ۱۳۷۰                           | ۱۳۷۰                           | ۱                              | ۱۲                             |
| ۱۳۷۱                           | ۱۳۷۱                           | ۱                              | ۱۶                             |
| ۱۳۷۲                           | ۱۳۷۲                           | ۱                              | ۱۴                             |
| ۱۳۷۳                           | ۱۳۷۳                           | ۱                              | ۲۴                             |
| ۱۳۷۴                           | ۱۳۷۸                           | ۴                              | ۱۶                             |
| ۱۳۷۸                           | ۱۳۷۹                           | ۱                              | ۱۴                             |
| ۱۳۷۹                           | ۱۳۸۰                           | ۱                              | ۱۲                             |
| ۱۳۸۰                           | ۱۳۸۳                           | ۳                              | ۱۴                             |
| ۱۳۸۳                           | ۱۳۸۶                           | ۳                              | ۱۶                             |
| ۱۳۸۶                           | ۱۳۹۲                           | ۶                              | ۱۸                             |
| ۱۳۹۲                           | اکنون                          | ۷                              | ۱۶                             |

## قهرمانان
مسابقات جام قهرمانی ایران
- ۱۳۳۶ تاج
- ۱۳۳۸ کلنی تبریز
- ۱۳۳۹ جم آبادان
- ۱۳۴۰ آریا مشهد
- ۱۳۴۱ دارایی تهران
- ۱۳۴۲ شاهین اصفهان
- ۱۳۴۳ کیان تهران
- ۱۳۴۴ پاس تهران
- ۱۳۴۶ پاس تهران
- ۱۳۴۷ پاس تهران
- ۱۳۴۸ پیکان تهران

جام منطقه‌ای ایران
- ۱۳۴۹ تاج
- ۱۳۵۰ پرسپولیس

جام تخت جمشید
- ۱۳۵۲ پرسپولیس
- ۱۳۵۳ تاج
- ۱۳۵۴ پرسپولیس
- ۱۳۵۵ پاس تهران
- ۱۳۵۶ پاس تهران

جام قدس
- ۶۹–۱۳۶۸ استقلال

جام آزادگان
- ۱۳۷۰ پاس تهران
- ۱۳۷۱ پاس تهران
- ۱۳۷۲ سایپا
- ۱۳۷۳ سایپا
- ۱۳۷۴ پرسپولیس
- ۱۳۷۵ پرسپولیس
- ۱۳۷۶ استقلال
- ۷۸–۱۳۷۷ پرسپولیس
- ۷۹–۱۳۷۸ پرسپولیس
- ۸۰–۱۳۷۹ استقلال

جام خلیج فارس
- ۸۱–۱۳۸۰ پرسپولیس
- ۸۲–۱۳۸۱ سپاهان
- ۸۳–۱۳۸۲ پاس تهران
- ۸۴–۱۳۸۳ فولاد
- ۸۵–۱۳۸۴ استقلال
- ۸۶–۱۳۸۵ سایپا
- ۸۷–۱۳۸۶ پرسپولیس
- ۸۸–۱۳۸۷ استقلال
- ۸۹–۱۳۸۸ سپاهان
- ۹۰–۱۳۸۹ سپاهان
- ۹۱–۱۳۹۰ سپاهان
- ۹۲–۱۳۹۱ استقلال
- ۹۳–۱۳۹۲ فولاد
- ۹۴–۱۳۹۳ سپاهان
- ۹۵–۱۳۹۴ استقلال خوزستان
- ۹۶–۱۳۹۵ پرسپولیس
- ۹۷–۱۳۹۶ پرسپولیس
- ۹۸–۱۳۹۷ پرسپولیس
- ۹۹–۱۳۹۸ پرسپولیس
- ۱۴۰۰–۱۳۹۹ پرسپولیس
- ۰۱–۱۴۰۱ استقلال
- ۰۲–۱۴۰۱ پرسپولیس
- ۰۳–۱۴۰۲ پرسپولیس
- ۰۴–۱۴۰۳ تراکتور

یادداشت:
- در سال ۱۳۵۷ تیم تاج به استقلال تغییر نام داد.
- در سال ۱۳۶۰ پرسپولیس به چمران تغییر نام داد و مدتی هم آزادی نام داشت.[۱۱] و در سال ۱۳۶۵ پرسپولیس به پیروزی تغییر نام داد[۱۲]، در سال ۱۳۹۱ نام این باشگاه دوباره به پرسپولیس تغییر کرد.[۱۳]این تغییر نام در سال ۱۴۰۰ قانونی شد[۱۴]
- در سال ۱۳۴۶ تیم شاهین اصفهان به سپاهان تغییر نام داد.
- در سال ۱۳۶۴ پرسپولیس ابتدا به آزادی و سپس به پیروزی تغییر نام داد اما در تمامی این مدت در سطح جامعه از این تیم با عنوان پرسپولیس یاد می‌شد. در نهایت در سال ۱۳۹۱ به‌صورت رسمی برند پرسپولیس برای این تیم ثبت شد.
- لیگ آزادگان هم‌اکنون به لیگ دسته اول فوتبال ایران اطلاق می‌شود.
- پرسپولیس با پنج قهرمانی متوالی، رکورددار بیشترین قهرمانی‌های متوالی در تاریخ لیگ فوتبال ایران است.
- باشگاه پرسپولیس در چهاردهمین دورهٔ برگزاری لیگ فوتبال در ایران و به‌علت داشتن تعداد زیادی ملی پوش (۷ بازیکن) و حضور تیم ملی در جام جهانی ۱۹۹۸ از بازی‌های لیگ کناره‌گیری کرد.[۱۵][۱۶][۹][۱۰]

## نتایج
| باشگاه             | قهرمانی | نایب قهرمانی | فصل‌های قهرمانی | قهرمانی متوالی (دوره)  |
| ------------------ | ------- | ------------ | --- | ---------------------- |
| پرسپولیس           | ۱۶      | ۱۰           | ۱۳۵۰، ۱۳۵۲، ۱۳۵۴، ۱۳۷۴، ۱۳۷۵، ۷۸–۱۳۷۷، ۷۹–۱۳۷۸، ۸۱–۱۳۸۰،‏ ۸۷–۱۳۸۶، ۹۶–۱۳۹۵، ۹۷–۱۳۹۶، ۹۸–۱۳۹۷، ۹۹–۱۳۹۸، ۰۰–۱۳۹۹، ۰۲–۱۴۰۱، ۰۳–۱۴۰۲ | دو (۴ بار) پنج (۱ بار) |
| استقلال تهران      | ۱۰      | ۱۱           | ۱۳۳۶، ۱۳۴۹، ۱۳۵۳، ۶۹–۱۳۶۸، ۱۳۷۶، ۸۰–۱۳۷۹،‏ ۸۵–۱۳۸۴،‏ ۸۸–۱۳۸۷،‏ ۹۲–۱۳۹۱، ۰۱–۱۴۰۰                                                    |                        |
| پاس                | ۸       | ۵            | ۱۳۴۴، ۱۳۴۶، ۱۳۴۷، ۱۳۵۵، ۱۳۵۶، ۱۳۷۰، ۱۳۷۱، ۸۳–۱۳۸۲                                                                               | دو (۲ بار)، سه (۱ بار) |
| سپاهان             | ۶       | ۶            | ۱۳۴۲،‏ ۸۲–۱۳۸۱،‏ ۸۹–۱۳۸۸،‏ ۹۰–۱۳۸۹،‏ ۹۱–۱۳۹۰،‏ ۹۴–۱۳۹۳                                                                               | سه (۱ بار)             |
| سایپا              | ۳       | ۰            | ۱۳۷۲، ۱۳۷۳، ۸۶–۱۳۸۵ | دو (۱ بار)             |
| فولاد              | ۲       | ۰            | ۸۴–۱۳۸۳،‏ ۹۳–۱۳۹۲ |                        |
| کلنی مموریال تبریز | ۱       | ۴            | ۱۳۳۸ |                        |
| تراکتور            | ۱       | ۳            | ۰۴–۱۴۰۳ |                        |
| کیان تهران         | ۱       | ۱            | ۱۳۴۳ |                        |
| آریا مشهد          | ۱       | ۱            | ۱۳۴۰ |                        |
| شاهین آبادان       | ۱       | ۰            | ۱۳۳۹ |                        |
| دارایی تهران       | ۱       | ۰            | ۱۳۴۱ |                        |
| پیکان تهران        | ۱       | ۰            | ۱۳۴۸ |                        |
| استقلال خوزستان    | ۱       | ۰            | ۹۵–۱۳۹۴ |                        |
| منبع               |         |              | |                        |

## تعداد حضور تیمها در لیگ فوتبال ایران
|    | تیمها               | حضور | خلیج فارس | آزادگان | قدس | تخت جمشید | منطقه‌ای | جام قهرمانی ایران |
| -- | ------------------- | ---- | --------- | ------- | --- | --------- | ------- | ----------------- |
| ۱  | استقلال             | ۴۳   | ۲۴        | ۹       | ۱   | ۶         | ۲       | ۱                 |
| ۲  | پرسپولیس            | ۴۲   | ۲۴        | ۹       | ۱   | ۶         | ۲       | ۰                 |
| ۳  | سپاهان              | ۴۱   | ۲۴        | ۹       | ۱   | ۴         | ۱       | ۲                 |
| ۴  | ذوب‌آهن              | ۳۷   | ۲۴        | ۷       |     | ۶         |         |                   |
| ۵  | ملوان               | ۳۱   | ۱۷        | ۷       | ۱   | ۶         |         |                   |
| ۶  | پاس                 | ۳۱   | ۱۰        | ۱۰      |     | ۶         | ۲       | ۳                 |
| ۷  | تراکتور             | ۲۹   | ۱۷        | ۸       | ۱   | ۳         |         |                   |
| ۸  | فولاد               | ۲۷   | ۲۳        | ۴       |     |           |         |                   |
| ۹  | سایپا               | ۲۷   | ۲۰        | ۷       |     |           |         |                   |
| ۱۰ | صنعت نفت آبادان     | ۲۶   | ۱۳        | ۶       | ۱   | ۶         |         |                   |
| ۱۱ | پیکان               | ۲۱   | ۱۹        | ۱       |     |           |         | ۱                 |
| ۱۲ | فجرسپاسی            | ۱۷   | ۱۳        | ۴       |     |           |         |                   |
| ۱۳ | برق شیراز           | ۱۷   | ۸         | ۷       | ۱   | ۱         |         |                   |
| ۱۴ | استقلال اهواز       | ۱۶   | ۹         | ۷       |     |           |         |                   |
| ۱۵ | ابومسلم             | ۱۶   | ۹         | ۴       |     | ۳         |         |                   |
| ۱۶ | راه‌آهن              | ۱۵   | ۱۱        |         |     | ۴         |         |                   |
| ۱۷ | صبای قم             | ۱۳   | ۱۳        |         |     |           |         |                   |
| ۱۸ | نساجی               | ۱۲   | ۷         | ۴       | ۱   |           |         |                   |
| ۱۹ | ماشین‌سازی           | ۱۲   | ۴         | ۳       | ۱   | ۴         |         |                   |
| ۲۰ | مس کرمان            | ۹    | ۹         |         |     |           |         |                   |
| ۲۱ | استقلال خوزستان     | ۸    | ۸         |         |     |           |         |                   |
| ۲۲ | نفت تهران           | ۸    | ۸         |         |     |           |         |                   |
| ۲۳ | پدیده               | ۸    | ۸         |         |     |           |         |                   |
| ۲۴ | دارایی              | ۸    |           |         | ۱   | ۴         |         | ۳                 |
| ۲۵ | داماش               | ۷    | ۷         |         |     |           |         |                   |
| ۲۶ | بانک ملی            | ۷    |           | ۱       |     | ۶         |         |                   |
| ۲۷ | گل‌گهر               | ۶    | ۶         |         |     |           |         |                   |
| ۲۸ | نفت مسجد سلیمان     | ۶    | ۶         |         |     |           |         |                   |
| ۲۹ | شهرداری تبریز       | ۶    | ۲         | ۴       |     |           |         |                   |
| ۳۰ | کلنی تبریز          | ۶    |           |         |     |           |         | ۶                 |
| ۳۱ | آلومینیوم اراک      | ۵    | ۵         |         |     |           |         |                   |
| ۳۲ | مس رفسنجان          | ۵    | ۵         |         |     |           |         |                   |
| ۳۳ | گسترش فولاد         | ۵    | ۵         |         |     |           |         |                   |
| ۳۴ | شموشک               | ۵    | ۳         | ۲       |     |           |         |                   |
| ۳۵ | پیام مشهد           | ۵    | ۱         | ۳       | ۱   |           |         |                   |
| ۳۶ | پلی اکریل           | ۵    |           | ۵       |     |           |         |                   |
| ۳۷ | کشاورز              | ۵    |           | ۵       |     |           |         |                   |
| ۳۸ | جنوب اهواز          | ۵    |           | ۴       | ۱   |           |         |                   |
| ۳۹ | هما                 | ۵    |           |         |     | ۵         |         |                   |
| ۴۰ | نیروی اهواز         | ۵    |           |         |     | ۵         |         |                   |
| ۴۱ | هوادار              | ۴    | ۴         |         |     |           |         |                   |
| ۴۲ | شاهین بوشهر         | ۴    | ۳         | ۱       |     |           |         |                   |
| ۴۳ | بهمن کرج            | ۴    |           | ۴       |     |           |         |                   |
| ۴۴ | چوکا                | ۴    |           | ۴       |     |           |         |                   |
| ۴۵ | آرارات              | ۴    |           | ۲       |     | ۲         |         |                   |
| ۴۶ | پارس جنوبی جم       | ۳    | ۳         |         |     |           |         |                   |
| ۴۷ | سیاه جامگان         | ۳    | ۳         |         |     |           |         |                   |
| ۴۸ | سپیدرود             | ۳    | ۲         | ۱       |     |           |         |                   |
| ۴۹ | استقلال رشت         | ۳    | ۱         | ۲       |     |           |         |                   |
| ۵۰ | کما شیراز           | ۳    |           | ۲       | ۱   |           |         |                   |
| ۵۱ | شهباز               | ۳    |           |         |     | ۳         |         |                   |
| ۵۲ | عقاب                | ۳    |           |         |     | ۲         | ۱       |                   |
| ۵۳ | جم آبادان           | ۳    |           |         |     |           | ۱       | ۲                 |
| ۵۴ | شمس آذر             | ۲    | ۲         |         |     |           |         |                   |
| ۵۵ | خیبر                | ۲    | ۱         |         | ۱   |           |         |                   |
| ۵۶ | کیان                | ۲    |           |         |     |           |         | ۲                 |
| ۵۷ | استیل آذین          | ۲    | ۲         |         |     |           |         |                   |
| ۵۸ | چادرملو             | ۱    | ۱         |         |     |           |         |                   |
| ۵۹ | شاهین شهرداری بوشهر | ۱    | ۱         |         |     |           |         |                   |
| ۶۰ | آلومینیوم هرمزگان   | ۱    | ۱         |         |     |           |         |                   |
| ۶۱ | مس سرچشمه           | ۱    | ۱         |         |     |           |         |                   |
| ۶۲ | شیرین فراز          | ۱    | ۱         |         |     |           |         |                   |
| ۶۳ | شهیدقندی            | ۱    | ۱         |         |     |           |         |                   |
| ۶۴ | گهر دورود           | ۱    | ۱         |         |     |           |         |                   |
| ۶۵ | نفت قائم شهر        | ۱    |           | ۱       |     |           |         |                   |
| ۶۶ | بانک تجارت          | ۱    |           | ۱       |     |           |         |                   |
| ۶۷ | قدس ساری            | ۱    |           | ۱       |     |           |         |                   |
| ۶۸ | پارس خودرو          | ۱    |           | ۱       |     |           |         |                   |
| ۶۹ | ایرسوتر             | ۱    |           | ۱       |     |           |         |                   |
| ۷۰ | وحدت ساری           | ۱    |           | ۱       |     |           |         |                   |
| ۷۱ | تام اصفهان          | ۱    |           |         | ۱   |           |         |                   |
| ۷۲ | شهرداری ساری        | ۱    |           |         | ۱   |           |         |                   |
| ۷۳ | بانک سپه            | ۱    |           |         | ۱   |           |         |                   |
| ۷۴ | پاس بوشهر           | ۱    |           |         | ۱   |           |         |                   |
| ۷۵ | استقلال انزلی       | ۱    |           |         | ۱   |           |         |                   |
| ۷۶ | پاکدیس              | ۱    |           |         | ۱   |           |         |                   |
| ۷۷ | استقامت             | ۱    |           |         | ۱   |           |         |                   |
| ۷۸ | کاوه بندرعباس       | ۱    |           |         | ۱   |           |         |                   |
| ۷۹ | گسترش اراک          | ۱    |           |         | ۱   |           |         |                   |
| ۸۰ | نورد اهواز          | ۱    |           |         |     | ۱         |         |                   |
| ۸۱ | رستاخیز خرمشهر      | ۱    |           |         |     | ۱         |         |                   |
| ۸۲ | برق تهران           | ۱    |           |         |     | ۱         |         |                   |
| ۸۳ | کارگر آبادان        | ۱    |           |         |     |           | ۱       |                   |
| ۸۴ | تاج مسجدسلیمان      | ۱    |           |         |     |           | ۱       |                   |
| ۸۵ | تاج آبادان          | ۱    |           |         |     |           | ۱       |                   |
| ۸۶ | تاج نوشهر           | ۱    |           |         |     |           | ۱       |                   |
| ۸۷ | آریا مشهد           | ۱    |           |         |     |           | ۱       |                   |
| ۸۸ | گیو بندر انزلی      | ۱    |           |         |     |           |         | ۱                 |
| ۸۹ | تاج شیراز           | ۱    |           |         |     |           | ۱       |                   |

تاریخ به روز رسانی: ۲۶ فروردین ۱۴۰۴

## تیم‌های لیگ فوتبال ایران برپایه فصل و رتبه

### از ۱۳۴۹ تا ۱۳۵۷
| فر | ۱۱۳۴۹          | ۲۱۳۵۰          | ۳۱۳۵۲           | ۴۱۳۵۳          | ۵۱۳۵۴       | ۶۱۳۵۵           | ۷۱۳۵۶           | ۸۱۳۵۷          |
| ۱  | تاج تهران      | پرسپولیس       | پرسپولیس        | تاج            | پرسپولیس    | پاس             | پاس             | شهباز          |
| ۲  | پاس تهران      | پاس            | تاج             | پرسپولیس       | هما         | پرسپولیس        | پرسپولیس        | پرسپولیس       |
| ۳  | تاج آبادان     | تاج تهران      | پاس تهران       | هما            | پاس         | شهباز           | ملوان           | تاج            |
| ۴  | پرسپولیس تهران | عقاب           | عقاب            | پاس تهران      | تاج         | تاج             | تاج             | پاس            |
| ۵  | کارگر آبادان   | سپاهان         | ملوان           | صنعت نفت       | ابومسلم     | دارایی          | تراکتورسازی     | نیرو اهواز     |
| ۶  | تاج شیراز      | تاج مسجدسلیمان | صنعت نفت        | ملوان          | دارایی      | نیرو اهواز      | صنعت‌نفت         | ملوان          |
| ۷  | آریا مشهد      | جم آبادان      | راه‌آهن          | بانک ملی       | ملوان       | ملوان           | برق شیراز       | ماشین‌سازی      |
| ۸  | برق تهران      | تاج نوشهر      | بانک ملی        | عقاب           | صنعت‌نفت     | هما             | ذوب‌آهن          | بانک ملی       |
| ۹  |                |                | نورد اهواز      | راه‌آهن         | ذوب‌آهن      | ماشین‌سازی تبریز | نیرو اهواز      | تراکتور        |
| ۱۰ |                |                | ذوب‌آهن          | سپاهان         | بانک ملی    | بانک ملی        | ماشین‌سازی تبریز | صنعت نفت       |
| ۱۱ |                |                | برق تهران       | ذوب‌آهن         | سپاهان      | برق شیراز       | شهباز           | برق شیراز      |
| ۱۲ |                |                | ماشین‌سازی تبریز | آب و برق اهواز | آرارات      | آرارات          | هما             | ذوب آهن        |
| ۱۳ |                |                |                 |                | نیرو اهواز  | صنعت‌نفت         | سپاهان          | رستاخیز خرمشهر |
| ۱۴ |                |                |                 |                | برق شیراز   | سپاهان          | بانک ملی        | ابومسلم        |
| ۱۵ |                |                |                 |                | راه‌آهن      | ذوب‌آهن          | دارایی          | دارایی         |
| ۱۶ |                |                |                 |                | تراکتورسازی | ابومسلم         | راه‌آهن          | هما            |

### تا ۱۳۸۰
| فر | ۹۶۹–۶۸۱ \| ۲   | ۹۶۹–۶۸۱ \| ۲  | ۱۰۷۱–۷۰           | ۱۱۱۳۷۱۱ \| ۲  | ۱۱۱۳۷۱۱ \| ۲  | ۱۲۱۳۷۲        | ۱۳۱۳۷۳۱ \| ۲   | ۱۳۱۳۷۳۱ \| ۲   | ۱۴۱۳۷۴           | ۱۵۷۶–۷۵           | ۱۶۷۷–۷۶       | ۱۷۷۸–۷۷       | ۱۸۷۹–۷۸         | ۱۹۸۰–۷۹      |
| ۱  | پرسپولیس       | استقلال       | پاس تهران         | تراکتورسازی   | پرسپولیس      | سایپا         | سایپا          | پرسپولیس       | پرسپولیس         | پرسپولیس          | استقلال       | پرسپولیس      | پرسپولیس        | استقلال      |
| ۲  | ملوان          | دارایی        | استقلال تهران     | کشاورز        | پاس           | پرسپولیس      | استقلال تهران  | کشاورز         | بهمن کرج         | بهمن کرج          | پاس           | استقلال       | استقلال         | پرسپولیس     |
| ۳  | نساجی مازندران | تام اصفهان    | پرسپولیس          | استقلال تهران | پلی اکریل     | جنوب اهواز    | ماشین‌سازی      | برق شیراز      | استقلال تهران    | سپاهان            | ذوب آهن       | سپاهان        | فجرسپاسی        | سایپا        |
| ۴  | تراکتورسازی    | صنعت نفت      | ملوان بندرانزلی   | صنعت نفت      | ملوان         | ذوب‌آهن        | شهرداری تبریز  | استقلال اهواز  | پاس تهران        | پاس تهران         | فجر سپاسی     | سایپا         | سپاهان          | ذوب آهن      |
| ۵  | بانک سپه       | شهرداری ساری  | جنوب اهواز        | جنوب اهواز    | استقلال اهواز | پاس           | جنوب اهواز     | آرارات         | سپاهان           | صنعت نفت ابادان   | شهرداری تبریز | پاس           | ذوب آهن         | پیکان        |
| ۶  | جنوب اهواز     | ماشین‌سازی     | سپاهان اصفهان     | کما شیراز     | برق شیراز     | نساجی         | سپاهان         | پاس تهران      | برق شیراز        | استقلال تهران     | سپاهان        | چوکا تالش     | تراکتورسازی     | پاس          |
| ۷  | سپاهان         | پاس بوشهر     | نساجی مازندران    | وحدت ساری     | نساجی         | صنعت نفت      | نفت قائمشهر    | ملوان انزلی    | استقلال اهواز    | پیام مشهد         | سایپا         | فولاد         | پاس تهران       | سپاهان       |
| ۸  | کما شیراز      | استقلال انزلی | استقلال اهواز     | سپیدرود       | ابومسلم       | تراکتورسازی   | چوکا تالش      | ذوب‌آهن         | ماشین‌سازی تبریز  | برق شیراز         | پلی اکریل     | ابومسلم       | بهمن            | فولاد        |
| ۹  | پیام مشهد      | خیبر خرم‌آباد  | کما شیراز         |               |               | کشاورز        | بانک تجارت     | تراکتورسازی    | کشاورز تهران     | استقلال اهواز     | تراکتور سازی  | صنعت نفت      | سایپا           | فجر سپاسی    |
| ۱۰ | استقامت یزد    | پاکدیس ارومیه | تراکتورسازی تبریز |               |               | چوکا تالش     | پیام گچ خراسان | نساجی مازندران | پلی اکریل اصفهان | ذوب آهن اصفهان    | فولاد         | فجر سپاسی     | فولاد           | استقلال رشت  |
| ۱۱ | کاوه بندر عباس | گسترش اراک    | استقلال رشت       |               |               | سپاهان        | پارس‌خودرو      | قدس ساری       | شموشک نوشهر      | تراکتورسازی تبریز | صنعت نفت      | تراکتورسازی   | ابومسلم         | برق شیراز    |
| ۱۲ |                |               | ابومسلم خراسان    |               |               | برق شیراز     | نفت آبادان     | شاهین بوشهر    | ملوان انزلی      | پلی اکریل اصفهان  | بهمن          | ذوب آهن       | صنعت نفت آبادان | تراکتور سازی |
| ۱۳ |                |               | ابومسلم خراسان    |               |               | ملوان انزلی   |                |                | جنوب اهواز       | ماشین‌سازی تبریز   | استقلال اهواز | ملوان         | چوکا تالش       |              |
| ۱۴ |                |               |                   |               |               | استقلال اهواز |                |                | آرارات تهران     | ملوان انزلی       | پیام مشهد     | شهرداری تبریز | ایرسوتر نوشهر   |              |
| ۱۵ |                |               |                   |               |               |               |                |                | شهرداری تبریز    | شموشک نوشهر       | برق شیراز     | پلی اکریل     |                 |              |
| ۱۶ |                |               |                   |               |               |               |                |                | سایپا            | کشاورز تهران      |               | بانک ملی      |                 |              |

### یاداشت
1. ↑  ناتمام ماند.
2. ↑  به صورت گروهی در ۲ گروه برگزار شد.
3. ↑  به صورت گروهی در ۲ گروه برگزار شد.

### لیگ برتر
| از ۱۳۸۰ تا ۱۳۹۰ |                |                   |                 |                 |               |               |               |                 |               |                |
| فر              | ۲۰۸۱–۱۳۸۰      | ۲۱ ۸۲–۱۳۸۱        | ۲۲ ۸۳–۱۳۸۲      | ۲۳۸۴–۱۳۸۳       | ۲۴۸۵–۱۳۸۴     | ۲۵۸۶–۱۳۸۵     | ۲۶۸۷–۱۳۸۶     | ۲۷۸۸–۱۳۸۷       | ۲۸۸۹–۱۳۸۸     | ۲۹۹۰–۱۳۸۹      |
| ۱               | پرسپولیس       | سپاهان            | پاس             | فولاد           | استقلال       | سایپا         | پرسپولیس      | استقلال         | سپاهان        | سپاهان         |
| ۲               | استقلال        | پاس               | استقلال         | ذوب‌آهن          | پاس           | استقلال اهواز | سپاهان        | ذوب‌آهن          | ذوب‌آهن        | استقلال        |
| ۳               | فولاد          | پرسپولیس          | فولاد           | استقلال         | سایپا         | پرسپولیس      | صبا           | مس              | استقلال       | ذوب‌آهن         |
| ۴               | پاس            | فجر سپاسی         | ذوب‌آهن          | پرسپولیس        | صبا           | استقلال       | ابومسلم       | سپاهان          | پرسپولیس      | پرسپولیس       |
| ۵               | ابومسلم        | پیکان             | پرسپولیس        | استقلال اهواز   | ابومسلم       | سپاهان        | پاس           | پرسپولیس        | استیل آذین    | تراکتور        |
| ۶               | ذوب‌آهن         | سایپا             | سپاهان          | پاس             | ذوب‌آهن        | ابومسلم       | ذوب‌آهن        | صبا             | صبا           | فولاد          |
| ۷               | پیکان          | فولاد             | پیکان           | ملوان           | سپاهان        | پیکان         | پیکان         | فولاد           | تراکتور       | مس کرمان       |
| ۸               | برق شیراز      | ذوب‌آهن            | استقلال اهواز   | ابومسلم         | فولاد         | ذوب‌آهن        | برق شیراز     | پیکان           | سایپا         | ملوان          |
| ۹               | سپاهان         | استقلال           | پگاه            | صبا             | فجر سپاسی     | مس            | استقلال اهواز | فجر سپاسی       | مس            | صنعت نفت       |
| ۱۰              | فجر سپاسی      | برق شیراز         | ابومسلم         | سپاهان          | ملوان         | فجر سپاسی     | مس            | سایپا           | فولاد         | صبای قم        |
| ۱۱              | سایپا          | استقلال اهواز     | فجر سپاسی       | فجر سپاسی       | استقلال اهواز | پاس           | سایپا         | راه‌آهن          | پیکان         | سایپا          |
| ۱۲              | ملوان          | ابومسلم           | برق شیراز       | برق شیراز       | راه‌آهن        | برق شیراز     | راه‌آهن        | پاس             | ملوان         | شهرداری تبریز  |
| ۱۳              | استقلال رشت    | صنعت نفت          | سایپا           | سایپا           | پرسپولیس      | صبا           | استقلال       | ملوان           | شاهین بوشهر   | نفت تهران      |
| ۱۴              | تراکتور        | ملوان             | شموشک           | شموشک           | برق شیراز     | ملوان         | فجر سپاسی     | استقلال اهواز   | راه‌آهن        | شاهین          |
| ۱۵              |                |                   |                 | پیکان           | شموشک         | فولاد         | پگاه          | ابومسلم         | پاس           | راه‌آهن         |
| ۱۶              |                |                   |                 | پگاه            | شهید قندی     | راه‌آهن        | ملوان         | پیام            | فجر سپاسی     | پاس همدان      |
| ۱۷              |                |                   |                 |                 |               |               | صنعت نفت      | داماش           | ابومسلم       | پیکان          |
| ۱۸              |                |                   |                 |                 |               |               | شیرین فراز    | برق شیراز       | استقلال اهواز | استیل آذین     |
| از ۱۳۹۰ تا ۱۴۰۰ |                |                   |                 |                 |               |               |               |                 |               |                |
| فر              | ۳۰۹۱–۱۳۹۰      | ۳۱۹۲–۱۳۹۱         | ۳۲۹۳–۱۳۹۲       | ۳۳۹۴–۱۳۹۳       | ۳۴۹۵–۱۳۹۴     | ۳۵۹۶–۱۳۹۵     | ۳۶۹۷–۱۳۹۶     | ۳۷۹۸–۱۳۹۷       | ۳۸۹۹–۱۳۹۸     | ۳۹۰۰–۱۳۹۹      |
| ۱               | سپاهان         | استقلال           | فولاد           | سپاهان          | اس. خوزستان   | پرسپولیس      | پرسپولیس      | پرسپولیس        | پرسپولیس      | پرسپولیس       |
| ۲               | تراکتور        | تراکتور           | پرسپولیس        | تراکتور         | پرسپولیس      | استقلال       | ذوب‌آهن        | سپاهان          | استقلال       | سپاهان         |
| ۳               | استقلال        | سپاهان            | نفت تهران       | نفت تهران       | استقلال       | تراکتور       | استقلال       | استقلال         | فولاد         | استقلال        |
| ۴               | صبا            | فولاد             | سپاهان          | ذوب‌آهن          | تراکتور       | ذوب‌آهن        | سایپا         | پدیده شهر خودرو | تراکتور       | تراکتور        |
| ۵               | نفت تهران      | نفت تهران         | استقلال         | فولاد           | نفت تهران     | سپاهان        | پارس جنوبی جم | تراکتور         | سپاهان        | گل‌گهر          |
| ۶               | ذوب‌آهن         | مس                | تراکتور         | استقلال         | ذوب‌آهن        | پیکان         | پیکان         | ذوب‌آهن          | شهر خودرو     | فولاد          |
| ۷               | داماش          | پرسپولیس          | ملوان           | سایپا           | صبا           | اس. خوزستان   | فولاد         | سایپا           | صنعت نفت      | پیکان          |
| ۸               | سایپا          | راه‌آهن            | سایپا           | پرسپولیس        | سایپا         | گسترش         | صنعت نفت      | فولاد           | نفت م.س.      | مس رفسنجان     |
| ۹               | مس             | صبا               | صبا             | صبا             | گسترش         | نفت تهران     | گسترش فولاد   | صنعت نفت        | نساجی         | پدیده          |
| ۱۰              | صنعت نفت       | سایپا             | گسترش فولاد     | پدیده           | پدیده         | فولاد         | تراکتور       | نساجی           | گل‌گهر         | صنعت نفت       |
| ۱۱              | راه‌آهن         | داماش             | راه‌آهن          | گسترش           | سپاهان        | پدیده         | پدیده         | پیکان           | ماشین‌سازی     | آلومینیوم اراک |
| ۱۲              | پرسپولیس       | فجر سپاسی         | اس. خوزستان     | راه‌آهن          | فولاد         | صنعت نفت      | اس. خوزستان   | پارس جم         | ذوب‌آهن        | نساجی          |
| ۱۳              | فجر سپاسی      | ملوان             | ذوب‌آهن          | ملوان           | سیاه جامگان   | سایپا         | سپیدرود       | ماشین‌سازی       | سایپا         | نفت م.س.       |
| ۱۴              | فولاد          | ذوب‌آهن            | فجر سپاسی       | اس. خوزستان     | ملوان         | سیاه‌جامگان    | سپاهان        | نفت م.س.        | پیکان         | ذوب‌آهن         |
| ۱۵              | ملوان          | آلومینیوم هرمزگان | داماش           | پیکان           | راه‌آهن        | صبای قم       | نفت تهران     | سپیدرود         | پارس جنوبی    | سایپا          |
| ۱۶              | شهرداری تبریز  | صنعت نفت          | مس              | نفت مسجدسلیمان  | استقلال اهواز | ماشین‌سازی     | سیاه‌جامگان    | اس. خوزستان     | شاهین         | ماشین‌سازی      |
| ۱۷              | شاهین بوشهر    | پیکان             |                 |                 |               |               |               |                 |               |                |
| ۱۸              | مس سرچشمه      | گهر دورود         |                 |                 |               |               |               |                 |               |                |
| از ۱۴۰۰ تا ۱۴۱۰ |                |                   |                 |                 |               |               |               |                 |               |                |
| فر              | ۴۰۰۱–۱۴۰۰      | ۴۱۰۲–۱۴۰۱         | ۴۲۰۳–۱۴۰۲       | ۴۳۰۴–۱۴۰۳       |               |               |               |                 |               |                |
| ۱               | استقلال        | پرسپولیس          | پرسپولیس        | تراکتور         |               |               |               |                 |               |                |
| ۲               | پرسپولیس       | سپاهان            | استقلال         | سپاهان          |               |               |               |                 |               |                |
| ۳               | سپاهان         | استقلال           | سپاهان          | پرسپولیس        |               |               |               |                 |               |                |
| ۴               | گل‌گهر          | تراکتور           | تراکتور         | فولاد           |               |               |               |                 |               |                |
| ۵               | فولاد          | مس رفسنجان        | ذوب‌آهن          | گل‌گهر           |               |               |               |                 |               |                |
| ۶               | مس رفسنجان     | گل‌گهر             | ملوان           | ذوب‌آهن          |               |               |               |                 |               |                |
| ۷               | ذوب‌آهن         | آلومینیوم اراک    | آلومینیوم اراک  | ملوان           |               |               |               |                 |               |                |
| ۸               | آلومینیوم اراک | فولاد             | شمس‌آذر          | آلومینیوم اراک  |               |               |               |                 |               |                |
| ۹               | پیکان          | ذوب‌آهن            | گل‌گهر           | استقلال         |               |               |               |                 |               |                |
| ۱۰              | صنعت نفت       | هوادار            | مس رفسنجان      | چادرملو         |               |               |               |                 |               |                |
| ۱۱              | هوادار         | پیکان             | فولاد           | خیبر            |               |               |               |                 |               |                |
| ۱۲              | نساجی          | ملوان             | نساجی           | استقلال خوزستان |               |               |               |                 |               |                |
| ۱۳              | تراکتور        | نساجی             | هوادار          | شمس آذر         |               |               |               |                 |               |                |
| ۱۴              | نفت م.س.       | صنعت نفت          | استقلال خوزستان | مس رفسنجان      |               |               |               |                 |               |                |
| ۱۵              | پدیده          | مس کرمان          | پیکان           | نساجی           |               |               |               |                 |               |                |
| ۱۶              | فجر سپاسی      | نفت م.س.          | صنعت‌نفت آبادان  | هوادار          |               |               |               |                 |               |                |